# FW Triebflügel戰鬥機
福克-沃爾夫 Triebflügel 是第二次世界大戰末期由納粹德國空軍所預定開發的噴射戰鬥機。項目由1944年開始，針對當時盟軍對德國日漸頻繁的戰略轟炸，特別採用當時極具前瞻性的垂直起降設計以增強戰場生存性及反應能力，目標是部署在只有小型機場或不設機場的工業設施作區域防衛用途。項目於二次大戰歐洲戰場結束時只推進至風洞測試階段，仍未製造出任何原型機。

## 主要性能參數
- 乘員：1
- 全長：9.10公尺
- 翼展：12.00公尺
- 發動機：
- 極速：999 km/hr
- 升限：15,240 m
- 武裝：
  - 2挺30毫米MK 103和2挺20毫米MG 151

## 流行文化
- 2011年，美國電影美國隊長，當中出現了一架FW Triebflügel戰鬥機作為紅骷髏的專屬飛機。

## 外部連結
1. ↑  Myhra, David. . Schiffer Publishing. 2003: 47. ISBN 0-7643-1877-2.